# 시리아 정교회
시리아 정교회(고대 시리아어: ܥܕܬܐ ܣܘܪܝܝܬܐ ܬܪܝܨܬ ܫܘܒܚܐ)는 에페수스 공의회, 칼케돈 공의회에서 결의된 교리를 거부한 오리엔트 정교회를 이루고 있는 기독교 교파이다. 시리아 지역을 중심으로 발전했고, 현재는 국외에도 교회가 있다.

## 교회의 역사
시리아 정교회는 451년 칼케돈 공의회에서 단성론이 이단으로 선포된 뒤, 안티오키아 총대주교좌에 속해있으면서 단성론 주장을 주장한 교회들이 정통 기독교 교회로부터 분리해서 생겨난 교회이다.
시리아 정교회 안티오키아 총대주교의 공식 명칭은 안티오키아와 전 중근동의 총대주교이며, 총대주교의 명칭과 달리 실제 총대주교청은 시리아 다마스쿠스에 있다.
비칼케돈파 교회인 오리엔트 정교회를 이루고 있는 시리아 정교회, 콥트 정교회, 아르메니아 사도교회, 에티오피아 테와히도 정교회는 모두 완벽한 성사교류와 교회일치를 이루고 있는 하나의 지체(Communion)을 이루고 있어, 동방 정교회와 거의 비슷한 체제를 이루고 있다.
'그리스도론'을 위시로 신앙의 일치를 이룬 네 개의 교회는 서로간의 활발한 교류가 벌어지고 있으며 교회 수장 착좌식에 서로 대표단을 파견하여 주교 안수때 참석하기도 한다.

## 현재
시리아는 1950~60년대의 통계에서는 인구의 15% 정도가 기독교 신자로 조사되었으며, 기독교 인구 중에는 시리아 정교회 외에 안티오키아 그리스 정교회, 아르메니아 사도교회, 동방 가톨릭교회, 라틴 교회가 공존하고 있다. 그러나 60년대 이후로는 정확한 통계가 없으며 특히 현대에 많은 인구가 탄압을 피해 국외로 이주하면서 시리아 내에서 이슬람교에 비해 기독교의 비율은 상당한 감소를 겪었을 것으로 추정된다. 오늘날 시리아 정교회 신자는 140만 명 정도로 추산되고 있다.

## 같이 보기
- 칼케돈 공의회
- 오리엔트 정교회
- 말랑카라 시리아 정교회